# Jak to jest być nietoperzem?

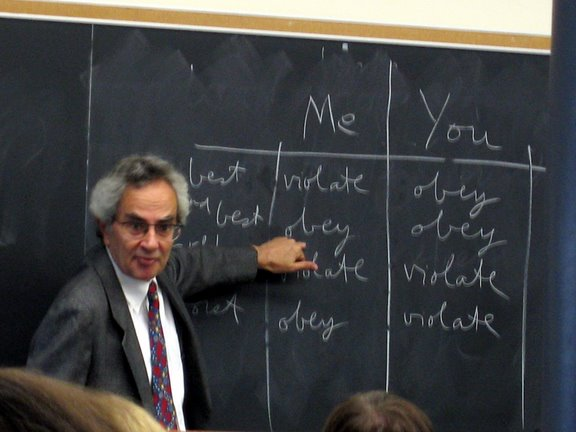
Thomas Nagel, twórca argumentu

Jak to jest być nietoperzem? (ang. What Is It Like to Be a Bat?) – artykuł Thomasa Nagela opublikowany w Philosophical Review z 1974 (vol. 83). 
Artykuł dotyczy filozofii umysłu i zawiera jeden z najbardziej znanych argumentów przeciwko materialistycznym teoriom umysłu. 
Zgodnie z tym argumentem subiektywne stany świadomości są niesprowadzalne do materialnych podstaw ich wystąpienia. Pełna wiedza o warunkach materialnych nie pozwoli więc nam stwierdzić, jak to jest "być jak X".

## Tło
"Jak to jest być nietoperzem?" był głosem w dyskusji wokół problemu umysłu i ciała. Tekst był odpowiedzią na redukcjonistyczne teorie, sprowadzające umysł do różnorodnych stanów cielesnych. Teorie te porównywały relację ciało-umysł, np. do relacji woda-H2O. Z kolei Nagel uważa takie sposoby wyjaśnienia problemu za niewiarygodne i niepełne.

## Przykład nietoperza

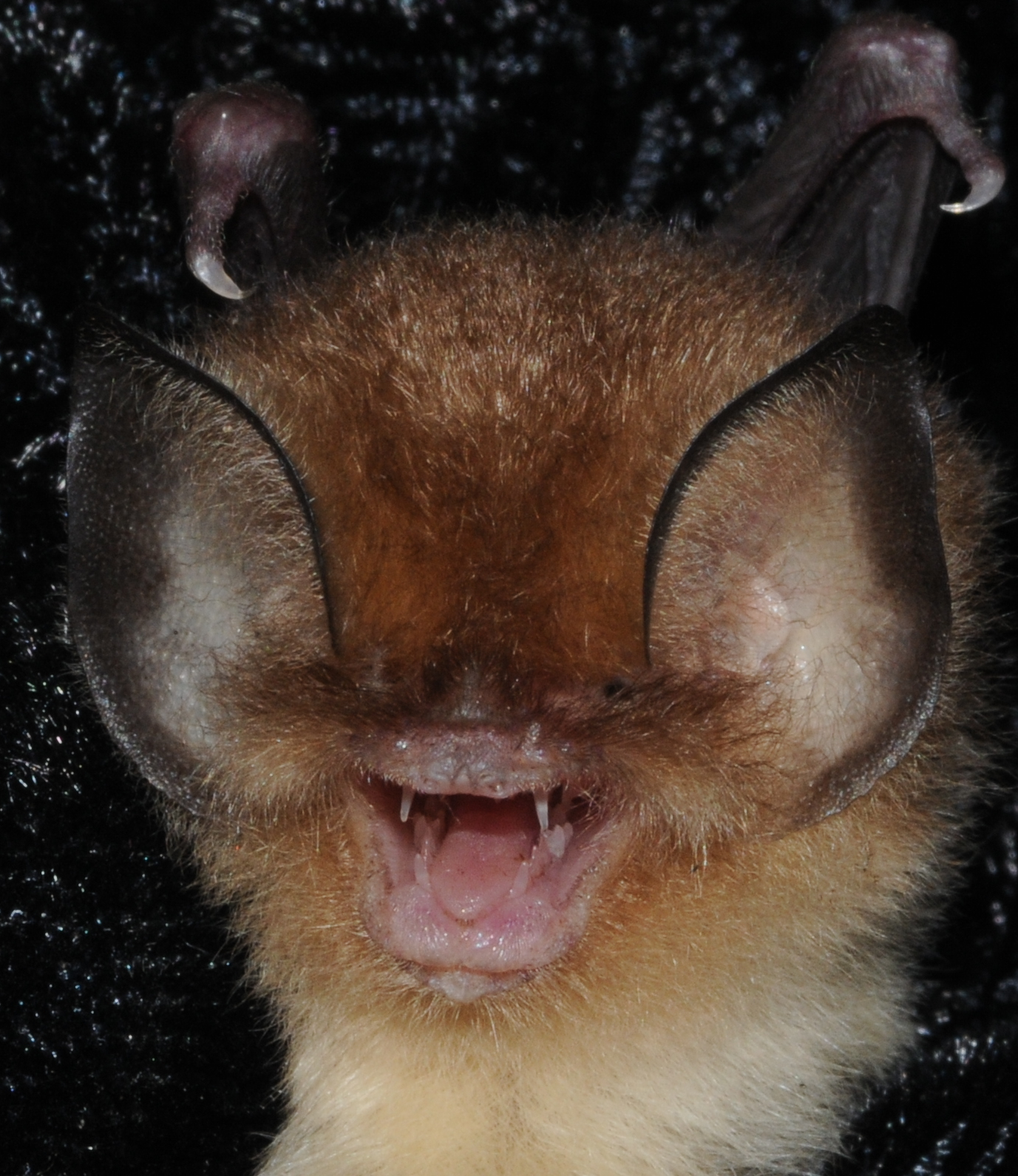
Życie nietoperza znacznie różni się od ludzkiego. Na fotografii lejkouszek kubański (Chilonatalus micropus) z Jamajki

Nagel przywołuje w nim przykład nietoperza. Zwraca uwagę na jego odmienność od człowieka. Przyjmuje jednak, zgodnie z powszechną wiarą, że nietoperze jako ssaki posiadają doznania (wbrew pozorom nie jest to pogląd oczywisty i przyjmowany przez wszystkich badaczy, np. Macphail argumentuje, że nie ma żadnego dowodu na istnienie świadomości u jakiegokolwiek zwierzęcia poza człowiekiem ). Przyznaje, że fizjolog może dysponować wielką wiedzą na temat nietoperzy, rozumiejąc i dokładnie znając szczegóły ich funkcjonowania, jak echolokacji i działania ich ośrodkowego układu nerwowego. Wiedza ta nie wystarczy mu jednak do podania odpowiedzi na pytanie, jak to jest właściwie być nietoperzem? Filozof zauważa też, że o ile wydawać by się mogło, że można wyobrazić sobie, że się jest nietoperzem, małym ssakiem ze skrzydłami zamiast rąk, to nie doprowadzi to do odpowiedzi na zadane pytanie. Człowiek wyobrazić sobie może bowiem co najwyżej, co on sam by czuł, będąc w ciele nietoperza i zachowując się jak nietoperz. Dochodzi do tego, co on by czuł, będąc nietoperzem. Chodzi natomiast o to, co czuje nietoperz, będąc sobą samym. Jakie odczucie towarzyszy byciu nietoperzem? W tym właśnie filozof widzi istotę świadomości, przypisując egzystencji każdej świadomej istoty wymiar jak-to-jest-nią-być. Tego subiektywnego charakteru doznań człowiek nie jest w stanie pojąć, podobnie nie mógłby pojąć doznań innych żyjących we Wszechświecie istot rozumnych, a nawet człowiekowi widzącemu czy słyszącemu nie jest dostępny subiektywny charakter doznań głuchego czy ślepego.
Wychodząc z tego przykładu, Nagel wnioskuje, że żadna teoria obiektywna (np. neurofizjologia) nie potrafi uchwycić świadomości, która ma charakter subiektywny. Nie posuwa się do twierdzenia, że zdarzenia mentalne nie mogą być przyczynami zachowań ani że nie można opisywać ich funkcjonalnie. Zaznacza tylko, że taki opis nie jest wyczerpujący, pomija odczucia podmiotu i subiektywny charakter jego doznań.

## Krytyka
Istnieje materialistyczna krytyka tego argumentu. Przypomina ona replikę argumentu z wiedzy Jacksona. Obejmuje ona przywołanie innego przykładu. Jeśli ktoś zna jakąś cechę tlenku wodoru, nie musi wiedzieć, że przysługuje ona H2O (gdyż nie wie, że chodzi o to samo). Tak więc wiedza zawierająca się w jednej deskrypcji jakiegoś fenomenu nie musi pokrywać się z należącą do innego. Z różnicy w tej wiedzy nie wynika różność opisywanych przedmiotów. Searle zwraca jednak uwagę, że w przykładzie podanym przez Nagela nie chodzi o różnicę wynikającą z niedoboru wiedzy. Za sedno Searle uważa istnienie realnych fenomenów, których nigdy obiektywna, trzecioosobowa wiedza nie obejmuje i objąć nie może. Widzi tu różnicę ontologiczną, a użycie zagadnień epistemologicznych ma jedynie pomóc w jej pokazaniu. Pisze o ontologii pierwszoosobowej fenomenów mentalnych, wymagających jakiegoś ja, w przeciwieństwie do ontologii trzecioosobowych.
Searle przedstawia dalej inną formę argumentu Nagela. Uważa nietoperza za człon relacji wiążącej go z określonymi bytami, w tym wypadku jego przeżyciami związanymi z tym, że jest nietoperzem właśnie. Zauważa też, że o ile tlenek wodoru i H2O oznaczają ten sam fenomen, to w przypadku własności mózgu i własności mentalnych nie można wyeliminować dwóch zbiorów własności.